# Женская сборная Замбии по футболу
Женская сборная Замбии по футболу представляет Замбию на международных матчах и турнирах по футболу. Контролируется Футбольной ассоциацией Замбии. Единственным достижением на данный момент является выход на Олимпийские игры 2020 года.

## Выступления на международных турнирах

### Чемпионат мира
| Год  | Стадия               | И                    | В                    | Н                    | П                    | ЗМ                   | ПМ                   |
| ---- | -------------------- | -------------------- | -------------------- | -------------------- | -------------------- | -------------------- | -------------------- |
| 1991 | Не квалифицировалась | Не квалифицировалась | Не квалифицировалась | Не квалифицировалась | Не квалифицировалась | Не квалифицировалась | Не квалифицировалась |
| 1995 | Не квалифицировалась | Не квалифицировалась | Не квалифицировалась | Не квалифицировалась | Не квалифицировалась | Не квалифицировалась | Не квалифицировалась |
| 1999 | Не квалифицировалась | Не квалифицировалась | Не квалифицировалась | Не квалифицировалась | Не квалифицировалась | Не квалифицировалась | Не квалифицировалась |
| 2003 | Не квалифицировалась | Не квалифицировалась | Не квалифицировалась | Не квалифицировалась | Не квалифицировалась | Не квалифицировалась | Не квалифицировалась |
| 2007 | Не квалифицировалась | Не квалифицировалась | Не квалифицировалась | Не квалифицировалась | Не квалифицировалась | Не квалифицировалась | Не квалифицировалась |
| 2011 | Не квалифицировалась | Не квалифицировалась | Не квалифицировалась | Не квалифицировалась | Не квалифицировалась | Не квалифицировалась | Не квалифицировалась |
| 2015 | Не квалифицировалась | Не квалифицировалась | Не квалифицировалась | Не квалифицировалась | Не квалифицировалась | Не квалифицировалась | Не квалифицировалась |
| 2019 | Не квалифицировалась | Не квалифицировалась | Не квалифицировалась | Не квалифицировалась | Не квалифицировалась | Не квалифицировалась | Не квалифицировалась |
| 2023 | Квалифицировалась    | Квалифицировалась    | Квалифицировалась    | Квалифицировалась    | Квалифицировалась    | Квалифицировалась    | Квалифицировалась    |

### Олимпийские игры
| Год   | Стадия               | И                    | В                    | Н                    | П                    | ЗМ                   | ПМ                   |                      |
| ----- | -------------------- | -------------------- | -------------------- | -------------------- | -------------------- | -------------------- | -------------------- | -------------------- |
| 1996  | Не квалифицировалась | Не квалифицировалась | Не квалифицировалась | Не квалифицировалась | Не квалифицировалась | Не квалифицировалась | Не квалифицировалась | Не квалифицировалась |
| 2000  | Не участвовала       | Не участвовала       | Не участвовала       | Не участвовала       | Не участвовала       | Не участвовала       | Не участвовала       | Не участвовала       |
| 2004  | Не участвовала       | Не участвовала       | Не участвовала       | Не участвовала       | Не участвовала       | Не участвовала       | Не участвовала       | Не участвовала       |
| 2008  | Не участвовала       | Не участвовала       | Не участвовала       | Не участвовала       | Не участвовала       | Не участвовала       | Не участвовала       | Не участвовала       |
| 2012  | Не квалифицировалась | Не квалифицировалась | Не квалифицировалась | Не квалифицировалась | Не квалифицировалась | Не квалифицировалась | Не квалифицировалась | Не квалифицировалась |
| 2016  | Не квалифицировалась | Не квалифицировалась | Не квалифицировалась | Не квалифицировалась | Не квалифицировалась | Не квалифицировалась | Не квалифицировалась | Не квалифицировалась |
| 2020  | Групповой этап       | 3                    | 0                    | 1                    | 2                    | 7                    | 15                   |                      |
| Всего | 1/7                  | 3                    | 0                    | 1                    | 2                    | 7                    | 15                   |                      |

### Чемпионат Африки
| Год   | Стадия               | И                    | В                    | Н                    | П                    | ЗМ                   | ПМ                   |                      |
| ----- | -------------------- | -------------------- | -------------------- | -------------------- | -------------------- | -------------------- | -------------------- | -------------------- |
| 1991  | Снялась              | Снялась              | Снялась              | Снялась              | Снялась              | Снялась              | Снялась              | Снялась              |
| 1995  | 1/4 финала           | 2                    | 0                    | 0                    | 2                    | 5                    | 11                   |                      |
| 1998  | Не участвовала       | Не участвовала       | Не участвовала       | Не участвовала       | Не участвовала       | Не участвовала       | Не участвовала       | Не участвовала       |
| 2000  | Не участвовала       | Не участвовала       | Не участвовала       | Не участвовала       | Не участвовала       | Не участвовала       | Не участвовала       | Не участвовала       |
| 2002  | Не квалифицировалась | Не квалифицировалась | Не квалифицировалась | Не квалифицировалась | Не квалифицировалась | Не квалифицировалась | Не квалифицировалась | Не квалифицировалась |
| 2004  | Не участвовала       | Не участвовала       | Не участвовала       | Не участвовала       | Не участвовала       | Не участвовала       | Не участвовала       | Не участвовала       |
| 2006  | Не квалифицировалась | Не квалифицировалась | Не квалифицировалась | Не квалифицировалась | Не квалифицировалась | Не квалифицировалась | Не квалифицировалась | Не квалифицировалась |
| 2008  | Не квалифицировалась | Не квалифицировалась | Не квалифицировалась | Не квалифицировалась | Не квалифицировалась | Не квалифицировалась | Не квалифицировалась | Не квалифицировалась |
| 2010  | Не участвовала       | Не участвовала       | Не участвовала       | Не участвовала       | Не участвовала       | Не участвовала       | Не участвовала       | Не участвовала       |
| 2012  | Не квалифицировалась | Не квалифицировалась | Не квалифицировалась | Не квалифицировалась | Не квалифицировалась | Не квалифицировалась | Не квалифицировалась | Не квалифицировалась |
| 2014  | Групповой этап       | 3                    | 0                    | 1                    | 2                    | 1                    | 9                    |                      |
| 2016  | Не квалифицировалась | Не квалифицировалась | Не квалифицировалась | Не квалифицировалась | Не квалифицировалась | Не квалифицировалась | Не квалифицировалась | Не квалифицировалась |
| 2018  | Групповой этап       | 3                    | 1                    | 1                    | 1                    | 6                    | 5                    |                      |
| 2020  | Отменён              | Отменён              | Отменён              | Отменён              | Отменён              | Отменён              | Отменён              | Отменён              |
| 2022  | Квалифицировалась    | Квалифицировалась    | Квалифицировалась    | Квалифицировалась    | Квалифицировалась    | Квалифицировалась    | Квалифицировалась    | Квалифицировалась    |
| Всего | 3/13                 | 8                    | 1                    | 2                    | 5                    | 12                   | 25                   |                      |

## Текущий состав
Ниже перечислены игроки, которые были включены в заявку сборной Замбии на Олимпийские игры 2020 в Японии.

Состав олимпийской сборной был объявлен 2 июля 2021 года.
Тренер —  Брюс Мвапе
| 1  | Вр  | Катрин Мусонда     | 20 февраля 1998 (23 года)  |  |  | Индени Роузес     |  |  |  |
| 16 | Вр  | Хейзел Нали        | 4 апреля 1998 (23 года)    |  |  | Хапоэль Беэр-Шева |  |  |  |
| 22 | Вр  | Нгамбо Мусоле      | 26 июня 1998 (23 года)     |  |  | ЗЕСКО Юнайтед     |  |  |  |
|    |     |                    |                            |  |  |                   |  |  |  |
| 2  | Защ | Фикиле Хоса        | 24 июля 1996 (24 года)     |  |  | Ред Эрроуз        |  |  |  |
| 3  | Защ | Лушомо Мвеемба     | 10 апреля 2001 (20 лет)    |  |  | Грин Баффалоз     |  |  |  |
| 4  | Защ | Эстер Сиамфуко     | 8 августа 2004 (16 лет)    |  |  | Куинз Академи     |  |  |  |
| 5  | Защ | Анита Муленга      | 3 мая 1995 (26 лет)        |  |  | Грин Баффалоз     |  |  |  |
| 8  | Защ | Маргарет Белему    | 24 февраля 1997 (24 года)  |  |  | Ред Эрроуз        |  |  |  |
| 13 | Защ | Марта Тембо        | 8 марта 1998 (23 года)     |  |  | Грин Баффалоз     |  |  |  |
| 18 | Защ | Васт Фири          | 3 февраля 1996 (25 лет)    |  |  | ЗЕСКО Юнайтед     |  |  |  |
| 20 | Защ | Эстер Мукваса      | 24 октября 1996 (24 года)  |  |  | Индени Роузес     |  |  |  |
|    |     |                    |                            |  |  |                   |  |  |  |
| 6  | ПЗ  | Мари Виломбе       | 22 сентября 1997 (23 года) |  |  | Ред Эрроуз        |  |  |  |
| 10 | ПЗ  | Грейс Чанда        | 11 июня 1997 (24 года)     |  |  | Ред Эрроуз        |  |  |  |
| 14 | ПЗ  | Ирин Лунгу         | 6 октября 1997 (23 года)   |  |  | Грин Баффалоз     |  |  |  |
| 15 | ПЗ  | Агнесс Мусасе      | 11 июля 1997 (24 года)     |  |  | Грин Баффалоз     |  |  |  |
| 17 | ПЗ  | Рейчел Кундананджи | 3 июня 2000 (21 год)       |  |  | БИИК-Шымкент      |  |  |  |
| 19 | ПЗ  | Эварин Катонго     | 29 декабря 2000 (18 лет)   |  |  | ЗИСД Куинз        |  |  |  |
| 21 | ПЗ  | Хеллен Чанда       | 19 июня 1998 (23 года)     |  |  | Ред Эрроуз        |  |  |  |
|    |     |                    |                            |  |  |                   |  |  |  |
| 7  | Нап | Любанджи Очумба    | 1 июля 2001 (20 лет)       |  |  | Ред Эрроуз        |  |  |  |
| 9  | Нап | Хеллен Мубанга     | 23 мая 1995 (26 лет)       |  |  | Сарагоса          |  |  |  |
| 11 | Нап | Барбра Банда (к)   | 20 марта 2000 (21 год)     |  |  | Шанхай Шэнли      |  |  |  |
| 12 | Нап | Авелл Читунду      | 30 июля 1997 (23 года)     |  |  | ЗЕСКО Юнайтед     |  |  |  |